# Scott Sheffield
Scott Sheffield (20 de outubro de 1973) é um matemático estadunidense, professor de matemática do Instituto de Tecnologia de Massachusetts (MIT).
Sheffield é graduado em matemática pela Universidade Harvard em 1998. Obteve um Ph.D. em 2003 na Universidade Stanford. Antes de tornar-se professor do MIT esteve no pós-doutorado na Microsoft Research, Universidade da Califórnia em Berkeley e Instituto de Estudos Avançados de Princeton. Foi também professor associado na Universidade de Nova Iorque.
Recebeu o Prêmio Rollo Davidson de 2006 e o Prêmio Loève de 2011. Foi palestrante convidado do Congresso Internacional de Matemáticos em Hyderabad (2010). Recebeu o Clay Research Award de 2017, juntamente com Jason P. Miller.
Para o Congresso Internacional de Matemáticos de 2022 em São Petersburgo está listado como palestrante plenário.

## Livros
- Scott Sheffield (2005), Random Surfaces, American Mathematical Society[5]